# Бювет мінеральних вод №1 (Трускавець)
Бювет мінеральних вод №1, неофіційна назва Нижній бювет — бювет у Трускавці для проведення питного лікування мінеральними водами «Нафтуся», «Марія», «Софія», «Броніслава».

## Розташування
Бювет мінеральних вод №1 знаходиться у центрі міста Трускавця, на вулиці Торосевича 5, біля Курортної балки на території Курортного парку, поблизу санаторію «Кришталевий палац».

## Історія
Коли у 1827 році до місцевої корчми прибудували приміщення, в якому встановили перші вісім сірководневих ванн, це стало початком заснування бальнеологічного курорту Трускавець. 
За час існування курорту кількість відпочивальників відчутно зросла. Побудований за Австро-Угорщини маленький бювет не справлявся з напливом бажаючих. Вже у 1930 роках коло нього вишиковувалися черги, а у радянські часи й поготів.

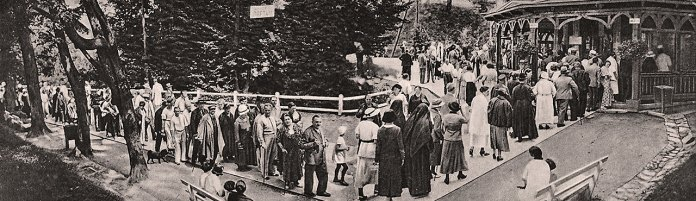
Черга за Нафтусею (30-і роки ХХ ст.)

Тому у 1960 році був побудований Бювет №1. Звели його у стилі неокласицизму поблизу Джерело № 1 «Нафтуся». 

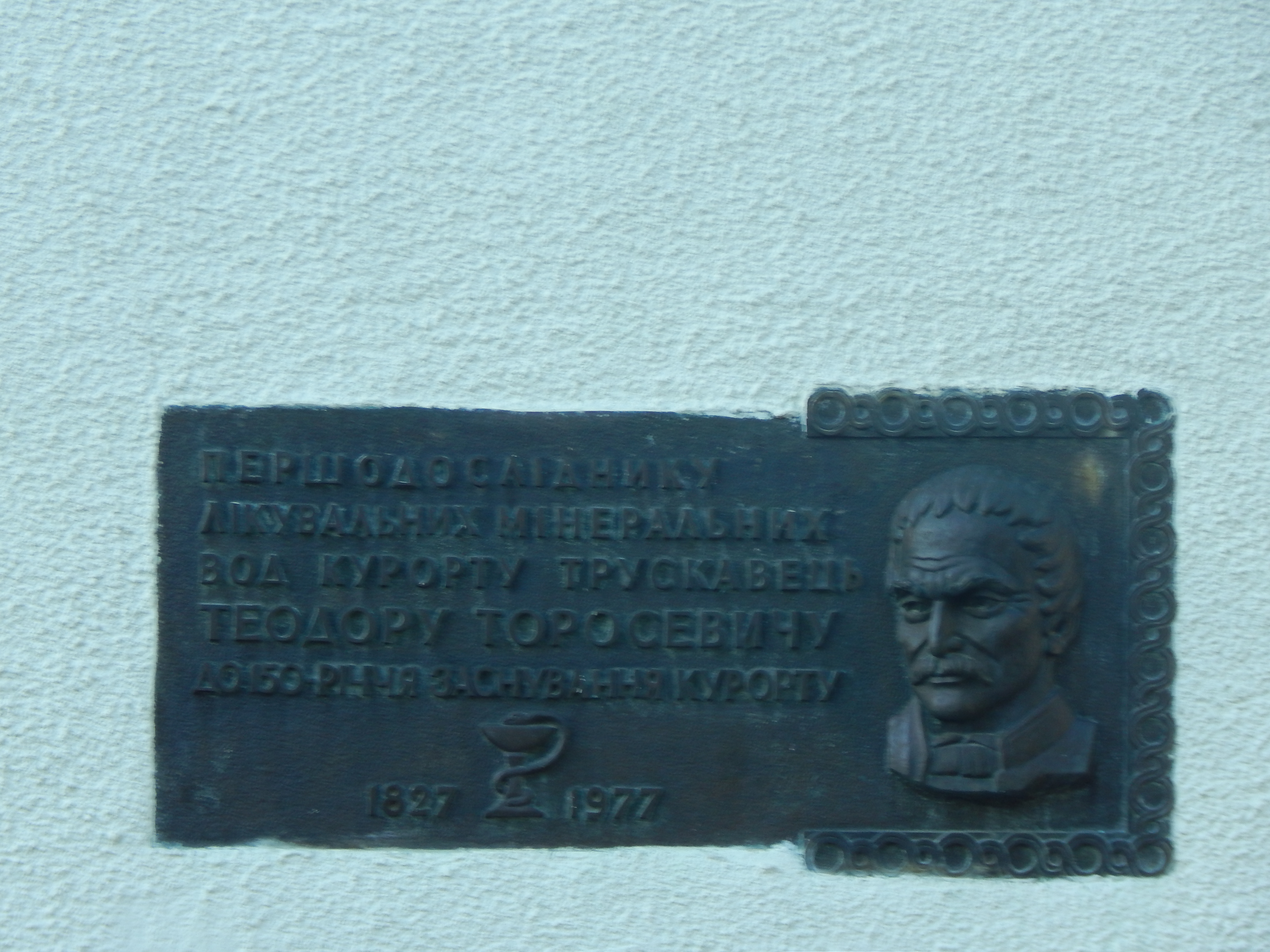
Меморіальна дошка на честь Теодора Торосевича

Усередині бювету стіни прикрашені панно зі скульптурним рельєфом на народну тематику.
У 1977 році в бюветі, до 150-річчя заснування курорту, встановлена Меморіальна дошка на честь дослідника мінеральних вод Трускавця Теодора Торосевича.

### Спроба встановити оплату за вхід
З 1 грудня 2017 року ПрАТ «Трускавецькурорт», власник бювету №1, планувало ввести оплату за одноразовий вхід до бювету в розмірі 3,5 грн. з особи (одноразове споживання мінводи не повинно було перевищувати 350 г), а місцевим мешканцям для безкоштовного входу — потрібно б було мати скерування від лікаря. 
Це викликало невдоволення як місцевих мешканців так і відпочивальників. Відбулись акції протесту громадськості міста, під час однієї з них були пошкоджені встановлені раніше турнікети на входах у бювет. Дії громадських активістів, які також були присутні на сесії міськради, спонукали депутатів Трускавецької міської ради 9 листопада 2017 року ухвалили рішення, яким зупинили процедуру введення платного входу до бювету мінеральних вод.

## Загальні відомості
Усередині Бювету №1 розташовані зали з дозаторами, в які виводяться мінеральні води з природних джерел з різними властивостями. 
Автоматична подача мінеральної води дозволяє вибрати необхідне дозування натисканням на кнопки: «100», «150», «200», чи «250». 
До бювету підведені мінеральні води:
1. «Нафтуся» з Джерела № 1 «Нафтуся» — використовується при захворюваннях нирок;
2. «Софія» з Джерела № 2 «Софія» — використовується при підвищеній та зниженій кислотності;
3. «Марія» з Джерела №1 «Марія» — використовується при панкреатиті;
4. «Броніслава» з Джерела № 3 «Броніслава» — використовується при парадонтозі.

Лікувальні властивості цих вод швидко втрачаються при контакті з повітрям, тому вживання мінеральної води безпосередньо з бювету є основою правильного лікування.

## Графік роботи
Бювет працює щодня без вихідних. Графік роботи бювету складений з урахуванням режиму харчування відпочивальників, адже воду вживають до чи після їжі.
7.00 до 10.00
12.00 до 15.00
17.00 до 20.00

## Світлини

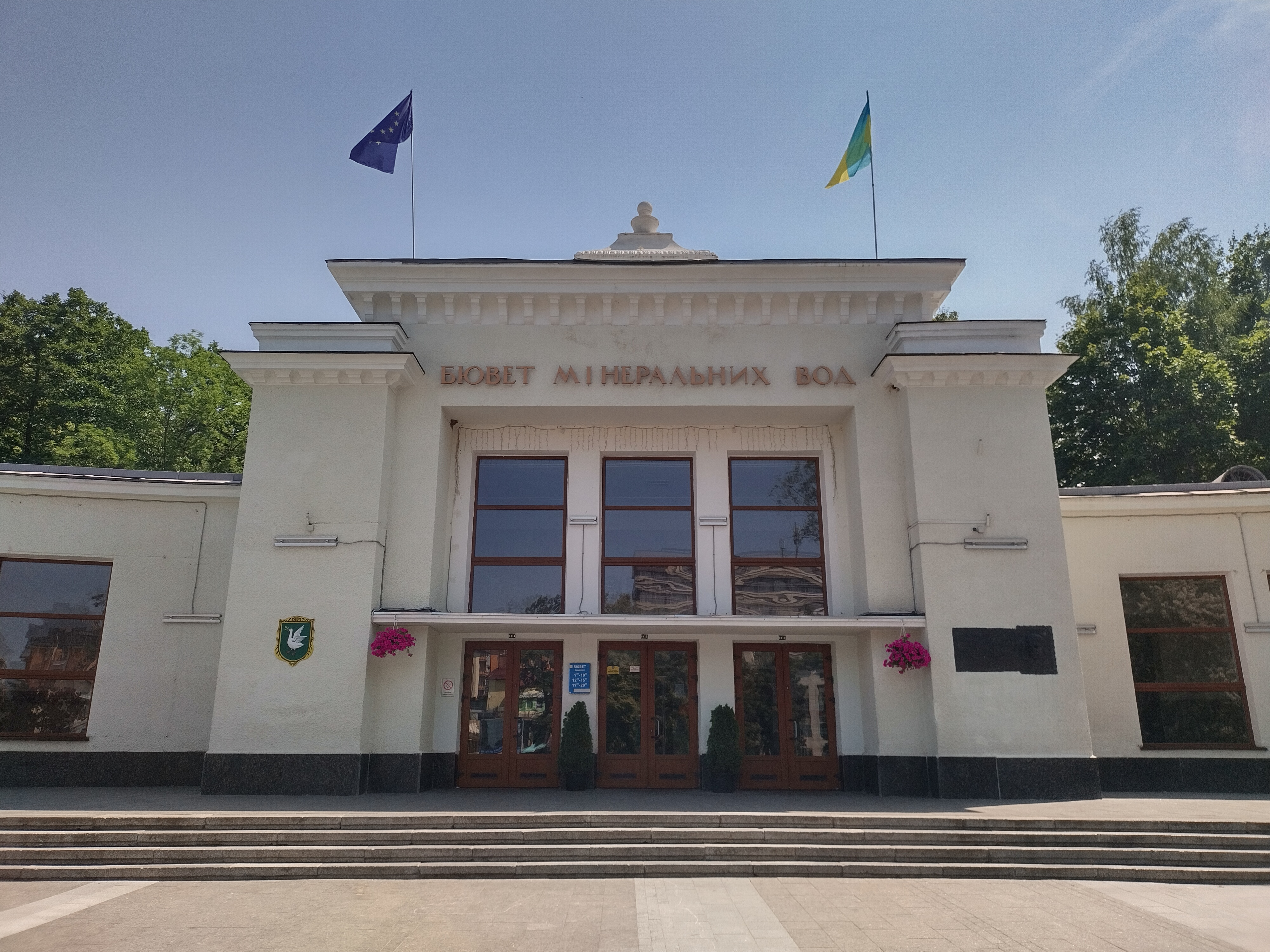
Головний вхід
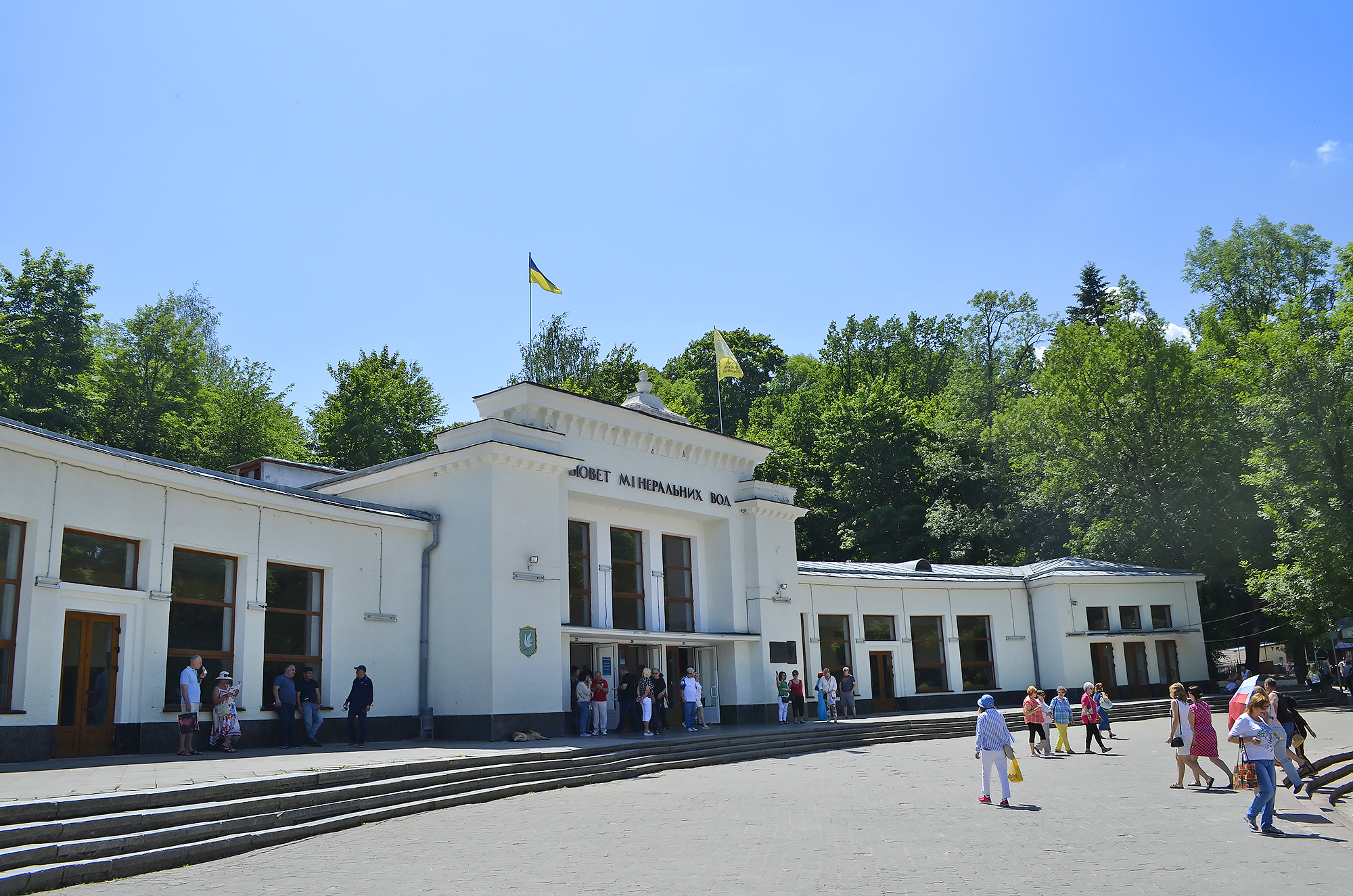
Панорамний вид
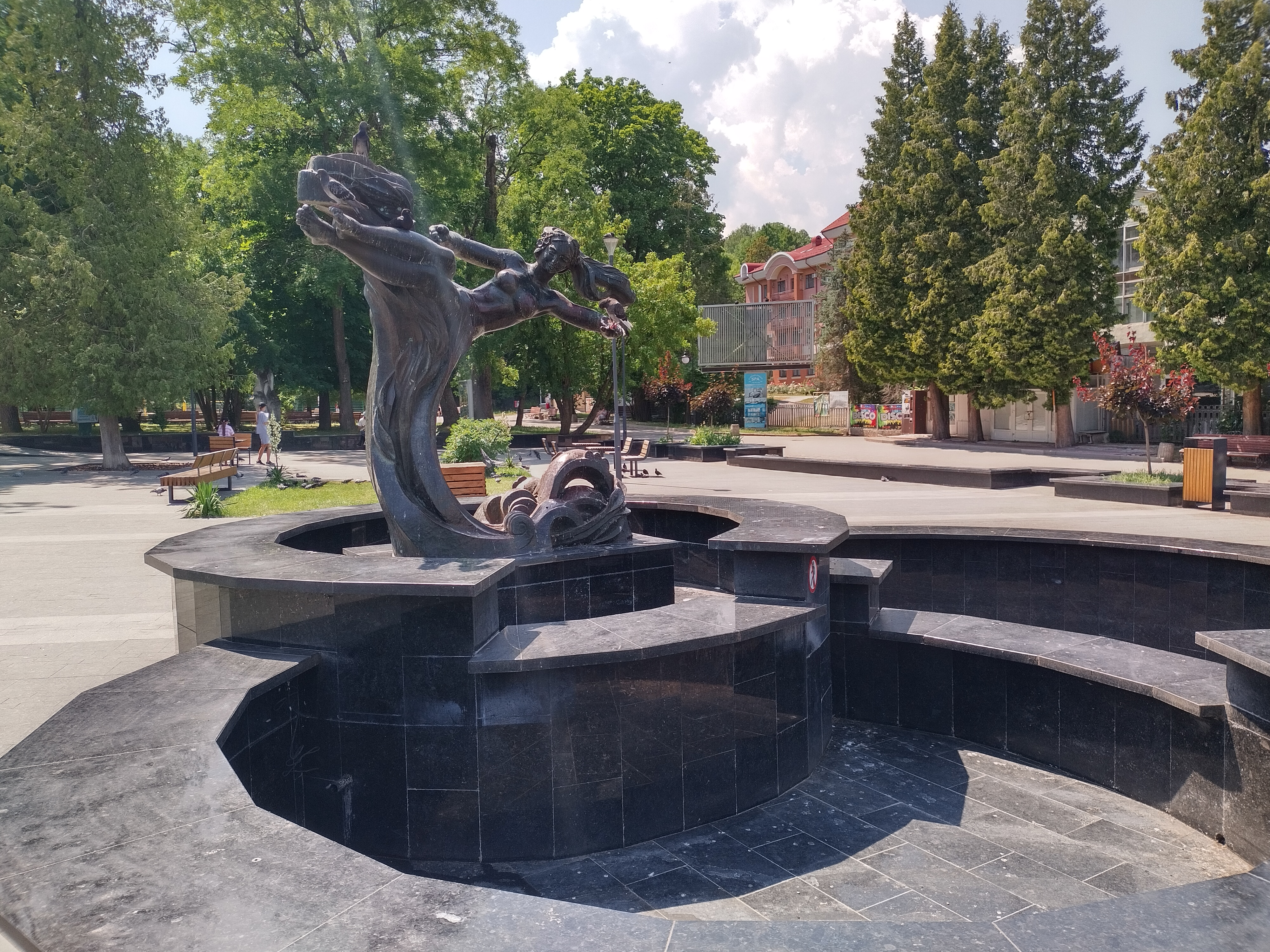
Фонтан
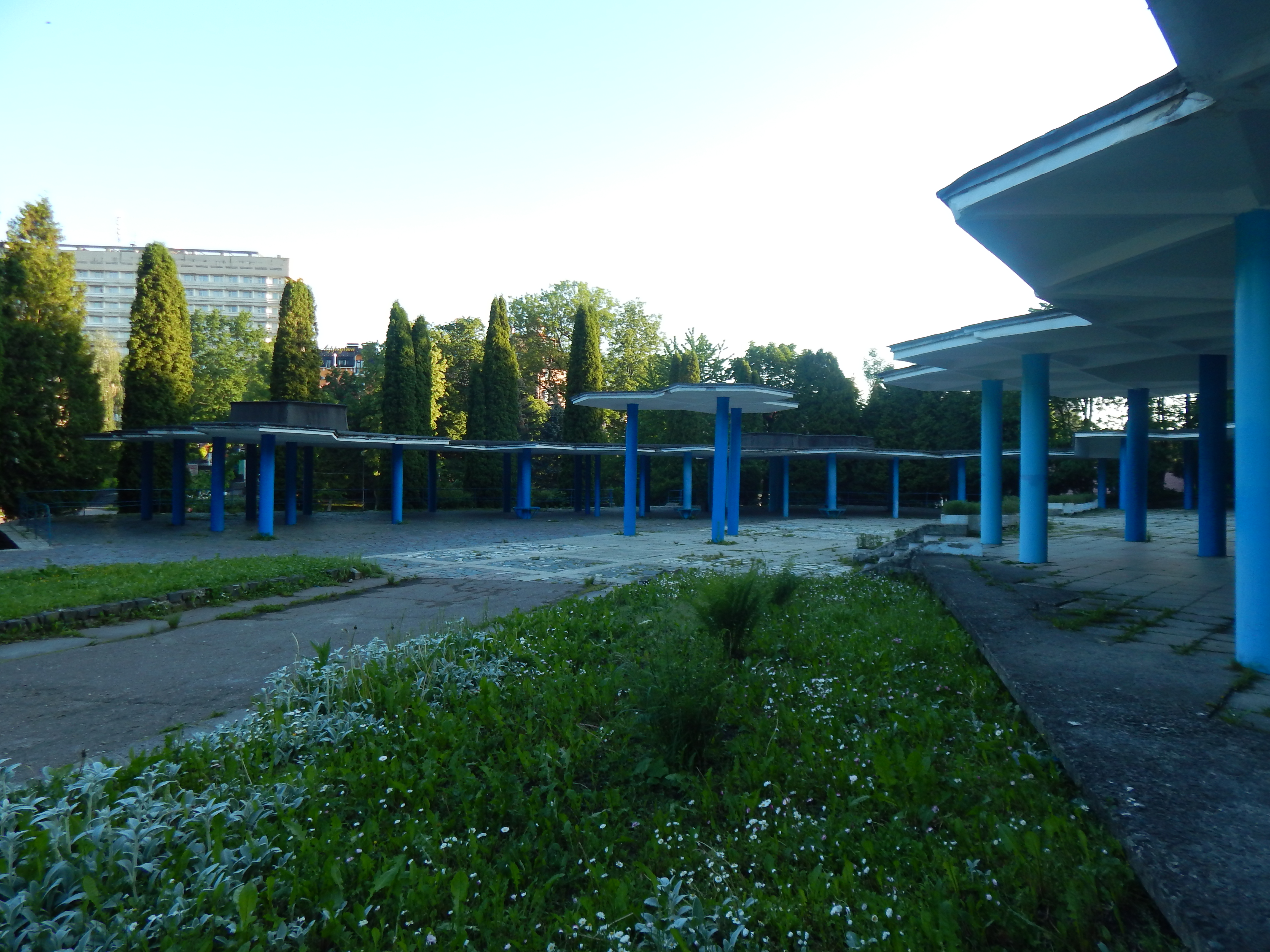
«Грибки» для відпочинку праворуч від бювету
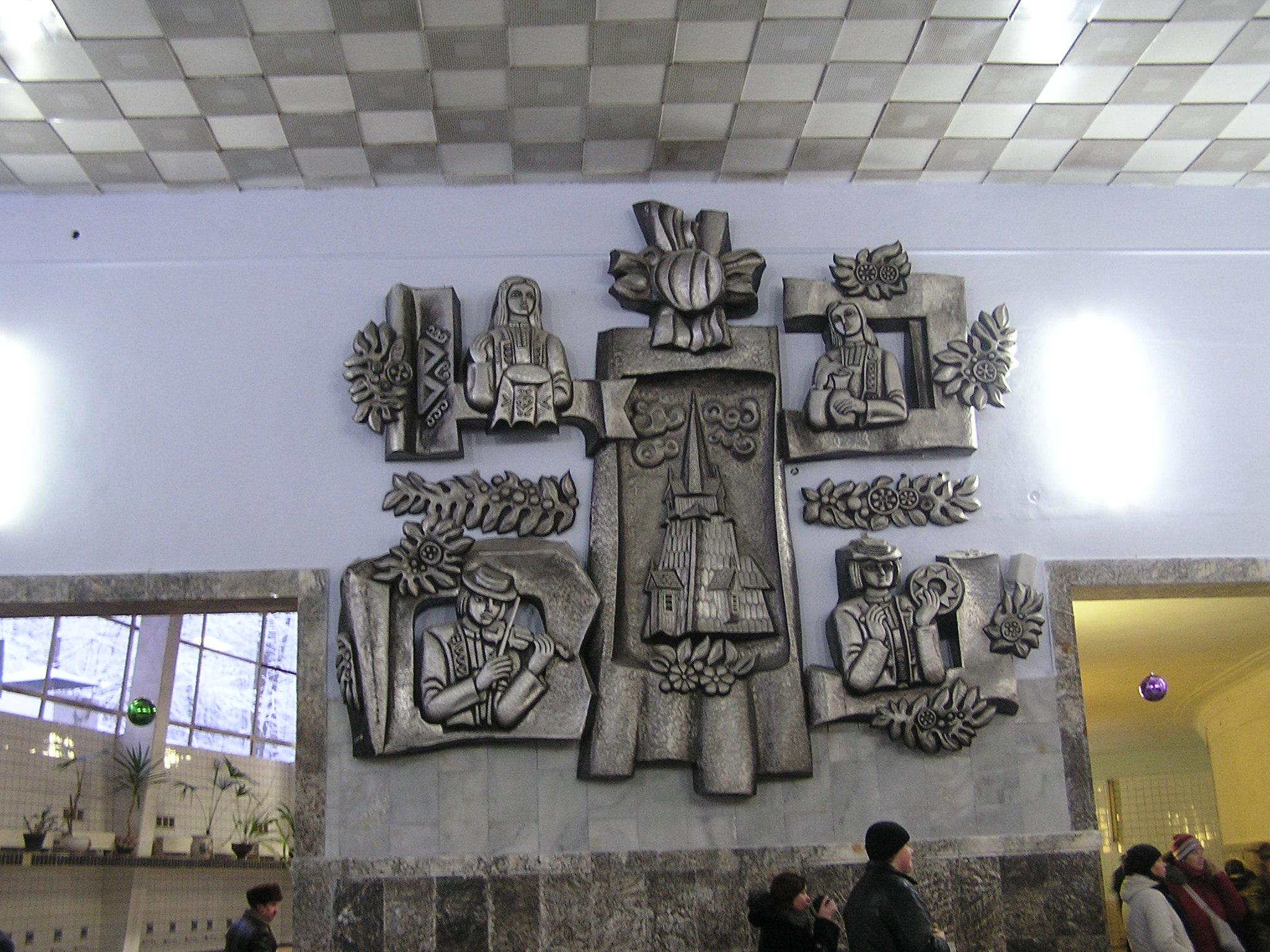
Рельєфне панно
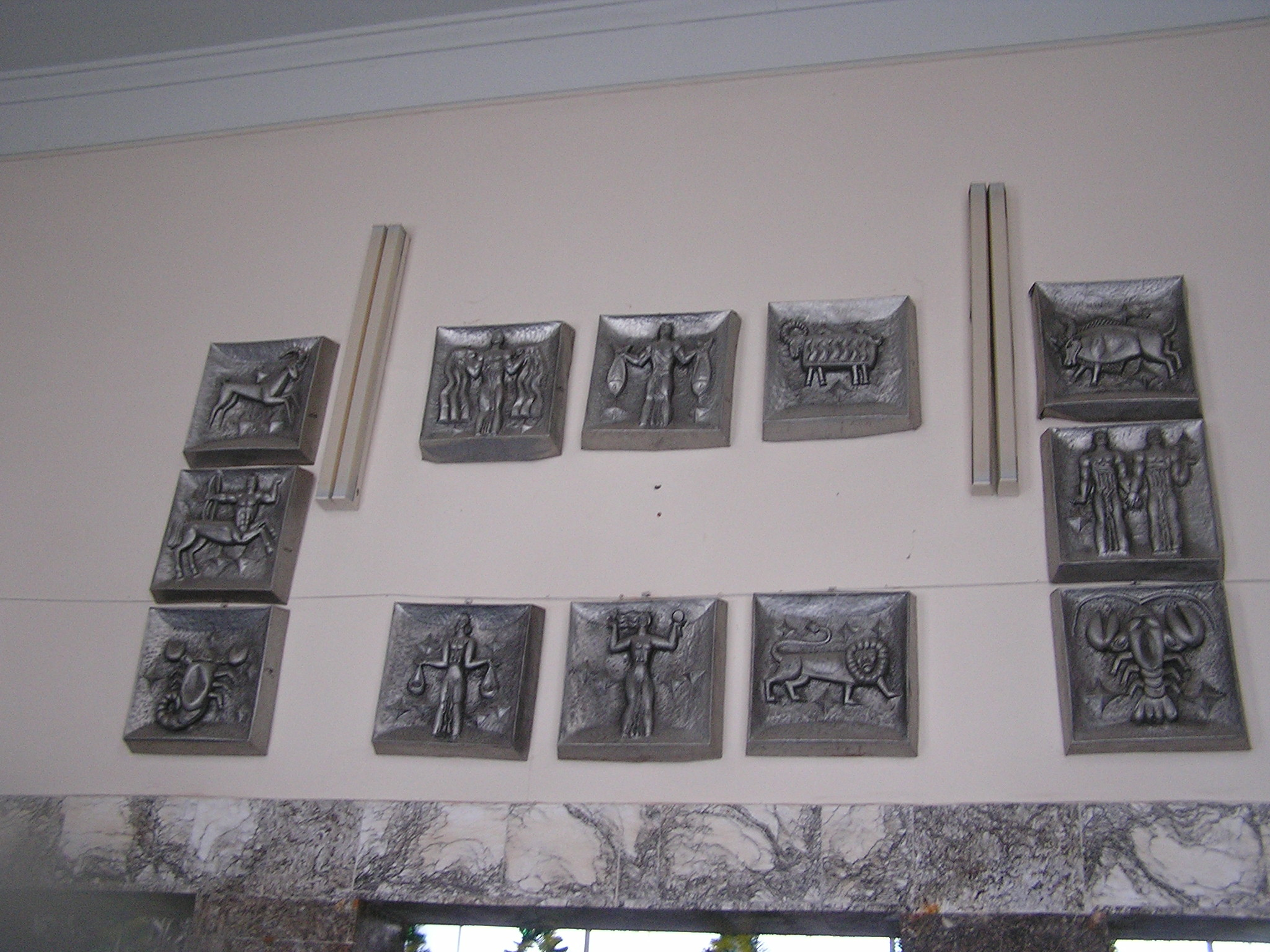
Елементи декору інтер'єра
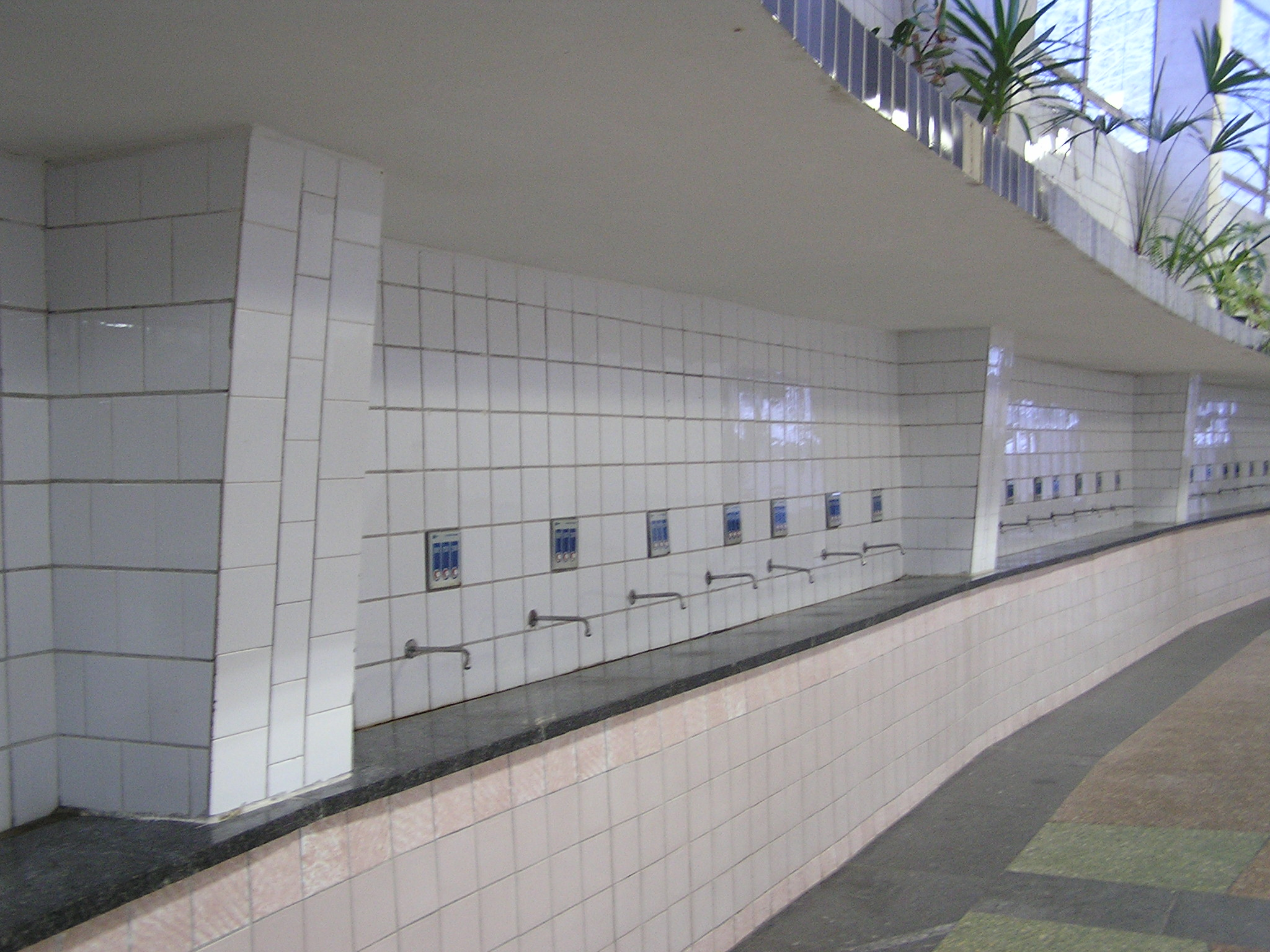
Дозатори для мінеральної води у середині